# Lądowisko Opole
Lądowisko Opole – lądowisko sanitarne w Opolu, w  województwie opolskim, położone przy Al. W. Witosa 26. Przeznaczone jest do wykonywania startów i lądowań śmigłowców sanitarnych i ratowniczych w dzień i w nocy o dopuszczalnej masie startowej do 5700 kg. W roku 2014 zostało wpisane do ewidencji lądowisk Urzędu Lotnictwa Cywilnego pod poz. 267 (nr ewidencyjny 296). 
Zarządzającym lądowiskiem jest Publiczny Samodzielny Zakład Opieki Zdrowotnej Wojewódzkie Centrum Medyczne w Opolu. 

## Dane lądowiska
- Lokalizacja (WGS–84):	
  - 50° 40' 43,70" N
  - 17° 58' 34,00" E
- Przeznaczenie heliportu – dla śmigłowców sanitarnych
- Płyta lądowiska – 15 × 15 m
- Płyta lądowiska wraz z obrzeżem – 40 × 40 m i opaską chodnikową o szerokości 1 m
- Droga dojazdowa dla karetek, prowadzi od lądowiska na zachód do wewnętrznej drogi Szpitala, równoległej do Al. Witosa oraz drogą transportu bezpośredniego, do wejścia głównego, do Szpitala[2].

Uroczyste przekazanie lądowiska dla WCM-u odbyło się 20 grudnia 2010 roku. Budowa trwała ponad pół roku, a jej koszt wyniósł 650 tys. zł, z czego 85 % pochodziło z Unii, a 60 tys. zł od marszałka województwa opolskiego. Był też wkład własny szpitala. Wartość całej inwestycji wraz z parkingiem wyniosła 1 mln 400 tys. zł.
Podczas uroczystego otwarcia płytę lądowiska poświęcił biskup opolski Andrzej Czaja

Lądowisko przyszpitalne przy PSZOZ Wojewódzkie Centrum Medyczne w Opolu al. W. Witosa 26
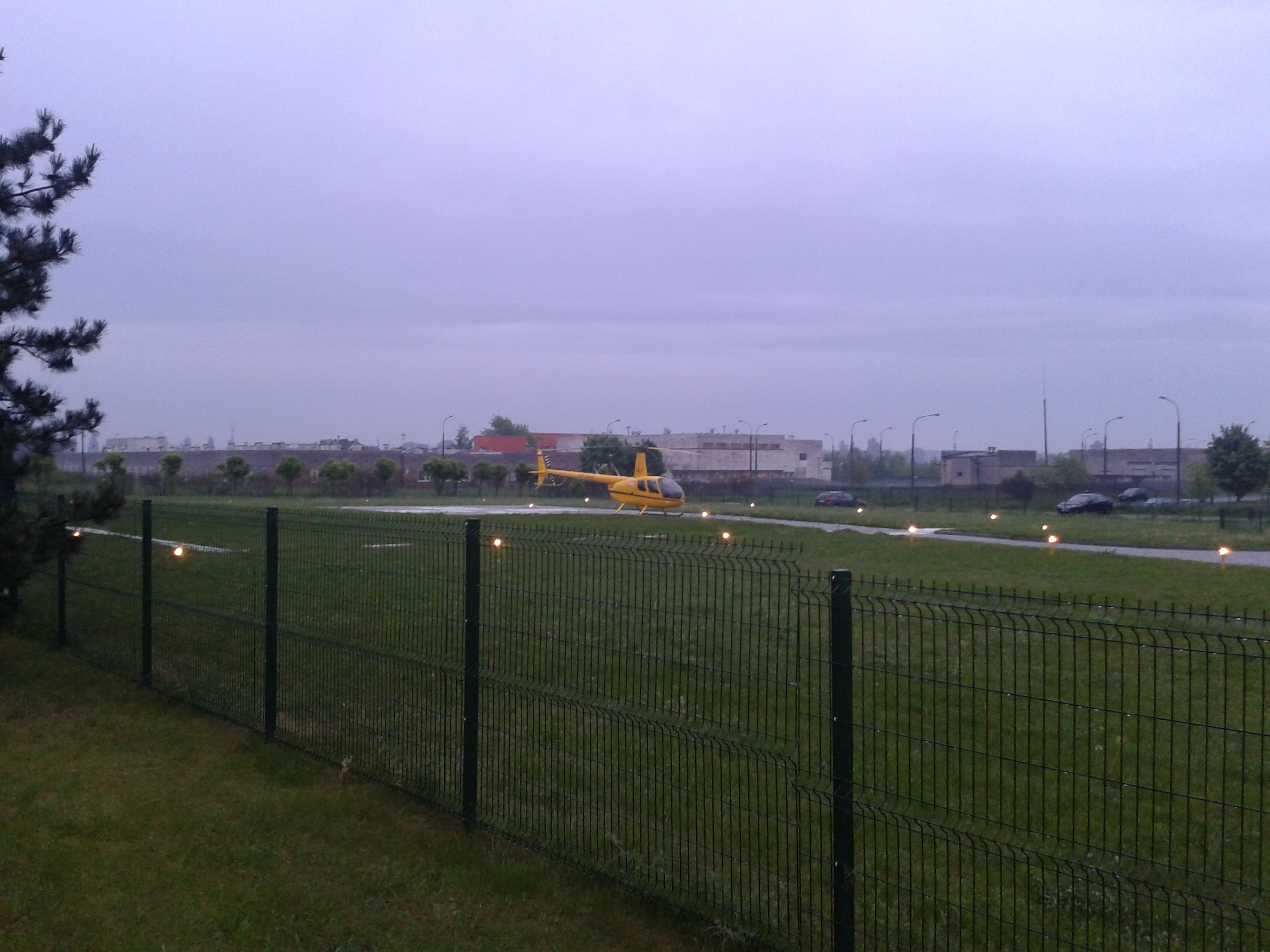
(maj 2014)
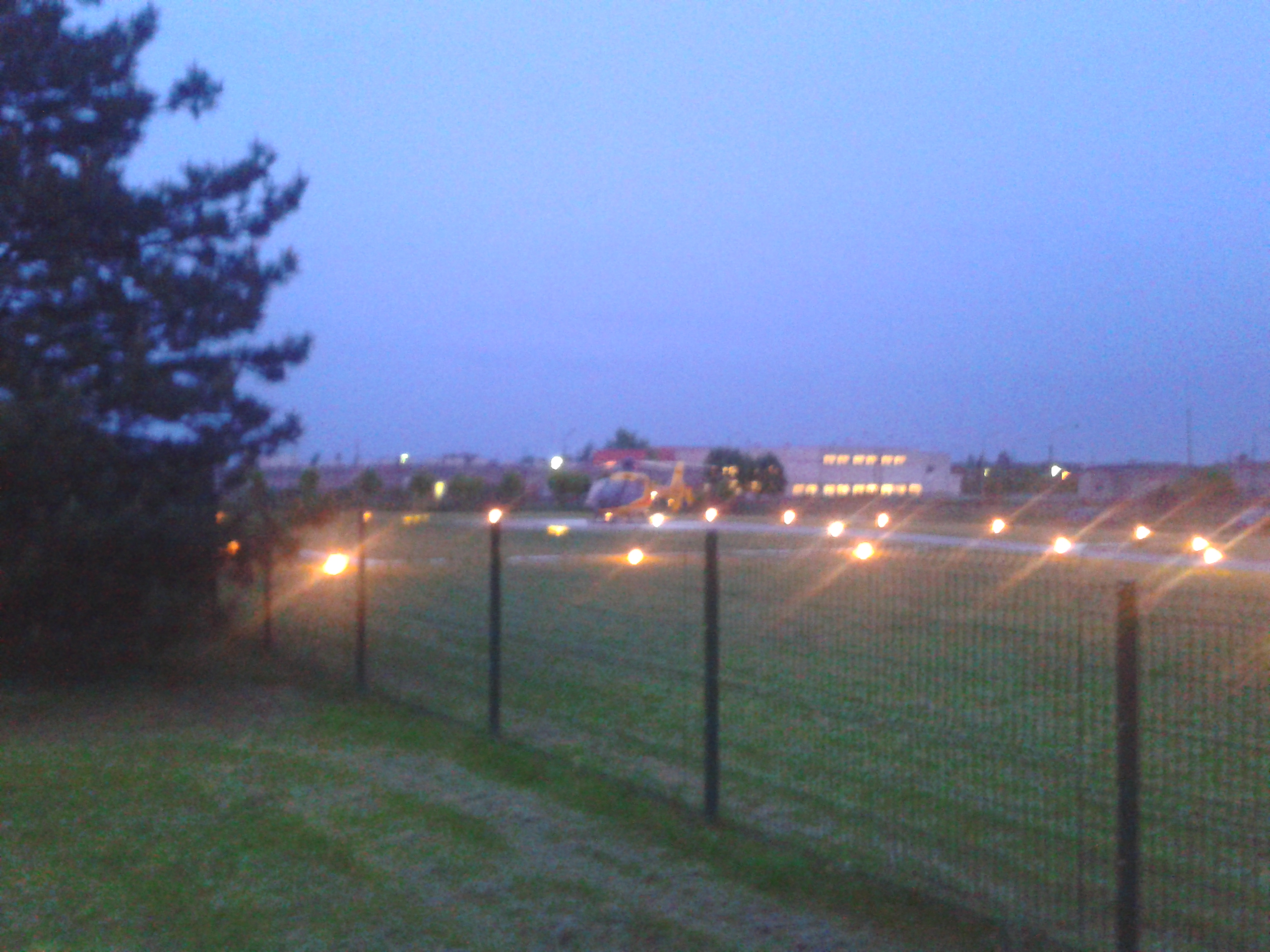
(maj 2014)
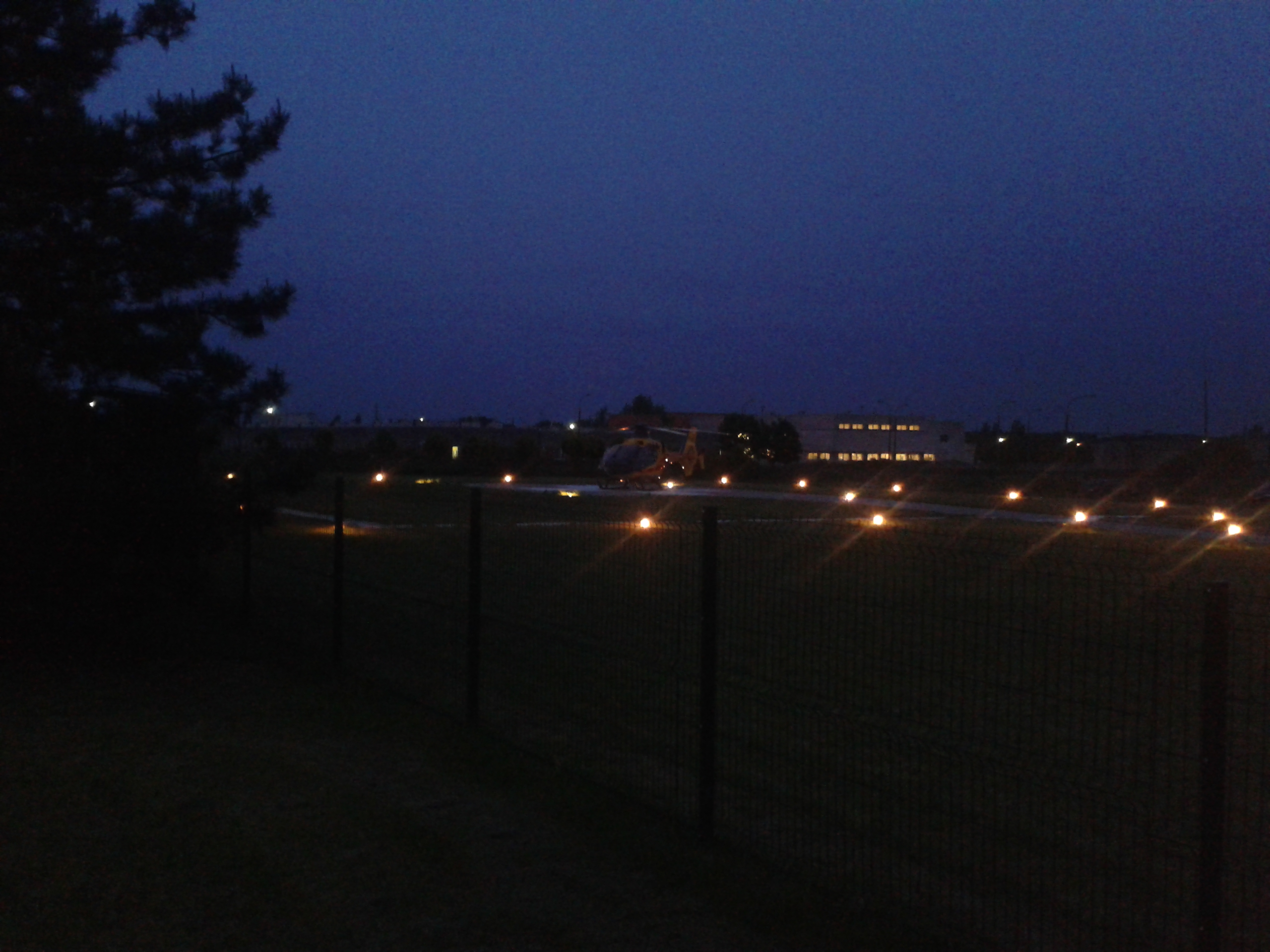
(maj 2014)